# Serenata
A Serenata Toto Cutugno 1984-ben megjelent kislemeze. Általában az énekes másik nagy számaként szokták emlegetni a L’Italiano mellett. A dal elindult ugyanebben az évben a Sanremói Dalfesztiválon is, de nem nyert. Ennek ellenére Európa-szerte ismert sláger lett, az énekes egyik védjegye.